# Dinastía Ulpio-Aelia

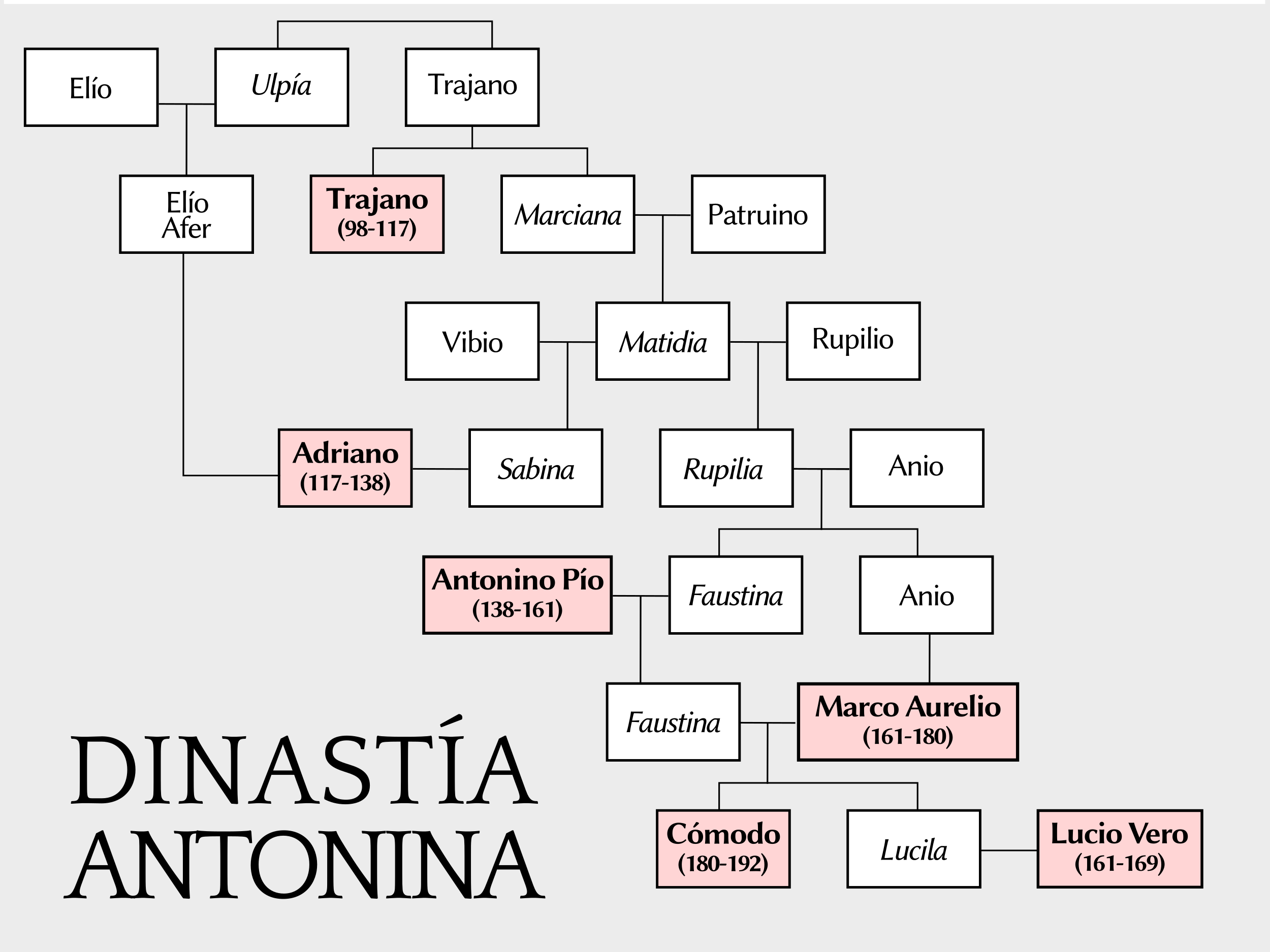
Árbol genealógico de los emperadores ulpioaelios. Todos excepto Nerva estaban relacionados familiarmente entre sí a través de mujeres (en cursiva), bien a través de parentesco colateral, matrimonio o ambos. Nota: no se incluyen adopciones.

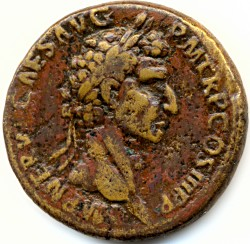
Moneda con la imagen de Nerva, el introductor de la dinastía.

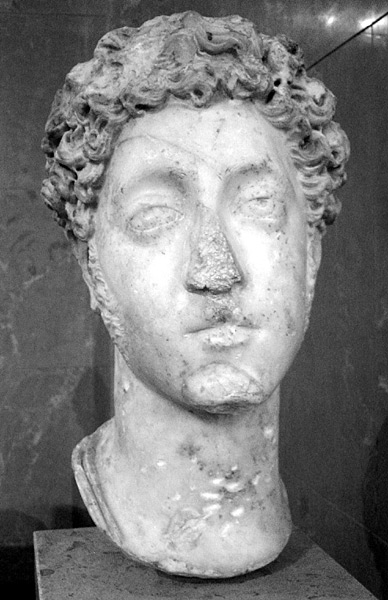
Busto de Cómodo, el último miembro de la dinastía.

Dinastía Ulpio-Aelia es el nuevo nombre propuesto por Alicia Canto y adoptado por un sector de la historiografía actual para referirse a los siete emperadores del Imperio romano que reinaron entre los años 96, acceso al poder de Nerva, y 192, con el asesinato de su último representante, el emperador Cómodo. En concreto, además de los citados, comprende a los emperadores Trajano, Adriano, Antonino Pío, Marco Aurelio y Lucio Vero, este último como coemperador junto a Marco Aurelio.

## Planteamientos doctrinales
A diferencia de otras dinastías como la dinastía Julio-Claudia, la dinastía Flavia o la dinastía Severa, no hay acuerdo en la Historia Antigua sobre cómo agrupar y denominar a los emperadores del siglo II, «la mejor centuria en la historia de la Humanidad», según la ya clásica sentencia del historiador británico Edward Gibbon. 
Las definiciones más utilizadas desde el siglo XVIII hasta hoy han sido y son «los Antoninos», «los Buenos Emperadores» y «los Emperadores Adoptivos». Pero ninguna satisface a la hora de reagrupar, incluir o excluir a algunos de los emperadores. El primer "antonino" fue en realidad el cuarto, Antonino Pío (138-161), quien sube al trono designado por Adriano sólo como regente improvisado. Según las fuentes, Antonini sólo hubo dos: Marco Aurelio y Lucio Vero, y ambos fueron, ante todo, dos Aelii (de la familia Aelia). Las adopciones fueron apenas una operación de cosmética política, pero no cumplieron los principios ideales de la adopción descritos por Galba o Plinio el Joven. Y tampoco todos fueron tan «buenos». 
Lo inapropiado de estas tres clasificaciones universales es más evidente ante los 48 textos antiguos que demuestran que durante todo ese siglo existió una auténtica dinastía, de orígenes y raíces hispanas, cuyo vínculo real no fueron las adopciones, sino la línea de sangre y parentesco, encomendada a las mujeres de la dinastía, que transmitieron la legitimidad para heredar el trono: Pompeya Plotina, Vibia Sabina, Matidia la Menor, y ambas Annias, las llamadas Faustina la Mayor y Faustina la Menor, terminando en Cómodo, el primer emperador romano "porfirogéneta", esto es, nacido ya en el trono, cuya madre era bisnieta de Trajano, y que además retomó oficialmente el nomen o apellido familiar, Aelius, en 191, justo el año anterior a su imprevista muerte. 
La recopilación y el análisis del casi medio centenar de textos antiguos que permiten sostener esta hipótesis demuestran cómo, tras el anciano Nerva como introductor necesario, los seis emperadores siguientes: Trajano, Adriano, Antonino Pío, Marco Aurelio, Lucio Vero y Cómodo, que eran externi, extranjeros, según el historiador Aurelio Víctor, forman una auténtica estirpe y muestran nacimiento, raíces, consanguinidad, parentescos y/o fuertes conexiones con la Bética. 
Todo ello la llevó a proponer el término de «Ulpio-Aelia», «los Ulpii Aelii», «los ulpio-aelios», para definir a la verdadera dinastía de origen hispano que va desde Trajano hasta Cómodo (98-192 d. C.).
Algunos autores antiguos poco citados al respecto, como Herodiano, demuestran que los romanos mismos sí vieron a Cómodo como un descendiente directo de Trajano, katá thêlugonían («por línea materna»), esto es, a través de las emperatrices citadas, y como «un emperador de la cuarta generación». 
El texto concreto de Herodiano (Hist., 1. 7, 4) es: 

«...El pueblo de Roma veía a Cómodo] como un emperador de una cuarta generación... su madre, Faustina... fue hija de Antonino Pío, nieta de Adriano por parte materna, e incluso ella, Faustina, llegaba a remontarse hasta Trajano como bisabuelo»."

Motivos todos que justifican la propuesta de revisión de este importante aspecto de la Historia de Roma en favor de una nueva definición como "dinastía Ulpio-Aelia". La causa por la que han triunfado universalmente nombres como "la dinastía Antonina" o "los emperadores Antoninos" no se encuentra en los textos antiguos, sino en la historiografía europea de los siglos XVII y XVIII, cuyos argumentos en tal sentido, aunque no encuentran fundamento real en los textos, vienen siendo tan generalmente aceptados hasta ahora. 
La nueva propuesta ha sido aceptada ya por autores como José María Blázquez, la experta italiana Anna Maria Reggiani, G. Chic, o J. A. López Fernández, entre otros, y la definición se puede ver integrada ya incluso en algunos programas de asignaturas universitarias. Aunque, sin duda, el peso de dos siglos y medio de tradición historiográfica es aún muy decisivo en favor de las demás definiciones al uso.